# Ptinus martini
Ptinus martini is een keversoort uit de familie klopkevers (Ptinidae). De wetenschappelijke naam van de soort werd in 1893 gepubliceerd door Maurice Pic.